# 矢部美穂
矢部 美穂（やべ みほ、1977年〈昭和52年〉6月7日 - ）は、日本のタレント、女優。愛称は、やべっち。本名は山林堂 美穂。
北海道恵庭市出身、旭川市生まれ。矢部美穂プロダクション所属。旧芸名は矢部 みほ（読み方は同じ）。河合美佳（矢部美佳）、矢部美希は妹。実父は地方競馬騎手であった矢部和夫。母はBAR「YABEKE」看板娘の矢部文子。夫は川崎競馬所属騎手の山林堂信彦。

## 人物・略歴
- 1992年、雑誌『Momoco』の「New MOMOCO CLUB」グランプリ受賞[5]をきっかけに芸能界デビューし、バラエティ番組、グラビアなどを中心に活動。
- 1996年、桜井亜弓、沢口遥とともに、ゲームソフトQUOVADISのイメージユニットQ.T（クォヴァディス・トライアングル）として活動を行い、CDシングル「ARK〜未来を探して〜」を発売した。
- 当初は正統派アイドル路線で売り出していたが、後にセミヌード写真集を発売した。
- 『スーパーJOCKEY』では、番組末期にグラビアアイドルの森えいみ等とともに「熱湯3姉妹」として、熱湯コマーシャルのコーナーに出演していた。
- 温泉ソムリエの資格を持っている[6]。
- 2人の妹のほかに弟が1人いる[7]（第二子。美佳、美希よりも年上[7]）。
- 事務所所属歴は、サンクス→スリーポイント→スリーナイン→スカイコーポレーション→サン・オフィス→オフィスコットン[3][4]→矢部美穂プロダクション。
- 2010年に開店したバー「YABEKE」のオーナーでもある[8]。
- 2012年4月、生まれ故郷である北海道旭川市の競輪場外車券発売所・「サテライト旭川」の所長に就任[1]。
- 2016年10月に子宮筋腫の手術を受けた[3]。
- 2017年1月20日に、芸名を矢部みほに改めた[9][10]。
- 2019年7月に地方競馬の馬主資格を取得。初めて所有したのはネコザルとの馬名で、同年9月7日に盛岡競馬場で馬主として初勝利を挙げた。勝つとは思っていなかったので馬券は買っていなかったという[11]。中央競馬の登録抹消馬などが出品されるサラブレッドオークションで、エイシンポピュラー（30万円）、ザンブローネ（177万円）、ブースター（520万円）、アキトクレッセント（721万円）などを落札している。
- 2020年5月31日に、6月1日より芸名を本名の矢部美穂に戻すことを発表した[12]。
- 2022年5月30日、騎手の山林堂信彦と同月26日に結婚したことを自身のインスタグラムで明らかにした[13]。9月5日、挙式・披露宴を報告[14]。
- 馬主として所有していた競走馬については騎手との結婚に際し、規定により母へ所有権を移転している[15]。

### エピソード
- 母は4度離婚している（和夫と2人目の父とそれぞれ2度結婚・離婚）。2人目の父は家族に暴力を振るい、暴力から逃がれるため母子で引っ越しを繰り返していた[16]。なお、妹のうち、美佳は美穂と同じく和夫が父だが、美希は2人目の夫の時に生まれた異父姉妹である（弟は不明）。
- 出生地は恵庭市だが、2歳の時に最初の父であった和夫の騎手としての活動の関係で新潟→山形県上山市と2回引っ越しし、小学校入学時に恵庭に戻り、母が和夫と離婚後は小学4年生で札幌市に移ったが1か月くらいでまた恵庭へ、中学2年で山形へ移ってその2年生の終わり頃にまた恵庭へ戻る（中学は最初の時と別の学校）という引っ越し歴である[7]。
- 学校にもあまり行けず引っ込み思案な暗い性格だったため、中学時代は壮絶ないじめに遭っていた。詳細については著書『学校拒否』に書かれている。
- 日刊スポーツの「矢部美穂の一肌脱ぐわ♪」では競馬予想を行うが、連敗続きで最終的には全部脱ぐことになった。ところが、2013年3月17日のWIN5で5,626,850円が的中し、リベンジに成功した。
- かつてTBS『温泉へ行こう』シリーズで共演した田中千代とは仲が良い。

## 出演

### テレビドラマ
- 先生はワガママ（1994年、朝日放送）
- 湘南リバプール学院（1995年、フジテレビ） - 立花めぐみ 役
- いいひと。（1997年、関西テレビ） - 山下恵利 役
- 研修医なな子（1997年、テレビ朝日） - 武田若葉 役
- 温泉へ行こう（1999年 - 2005年、TBS） - 吹越美晴（本名：越吹晴美） 役
- 水戸黄門 第27部 第28話「嫁を取るか家訓を取るか-伊勢崎-」（1999年、TBS） - お春 役
- QUIZ（2000年、TBS） - 石原綾 役
- 月曜ミステリー劇場（TBS）
  - 「宗像教授シリーズ」（2000年 - 2003年） - 宗像樹 役
  - 「早乙女千春の添乗報告書12」（2002年） - 中村若菜 役
  - 「万引きGメン・二階堂雪」（2004年） - 塚本歩美 役
- 火曜サスペンス劇場
  - 「警部補 佃次郎13」（2001年） - 香山亜紀
- 別れさせ屋（2001年、日本テレビ）
- ケータイ刑事 銭形愛（2002年、TBS） - 皆川悦子 役
- アリバイの彼方に（2002年、フジテレビ） - 石野みどり 役
- 恋する日曜日ファーストシリーズ「あそびの恋 〜ロング・バージョン」（2003年、TBS）
- 刑事吉永誠一 涙の事件簿（2004年5月26日、テレビ東京）
- ああ探偵事務所（2004年、テレビ朝日） - 真希 役
- 女検事の報復・送られた殺人予告メール（2006年2月25日、テレビ朝日）
- 弁護士のくず（2006年、TBS） - 小塚陽子 役
- ラブ・コレ 東京Love Collection（2006年、GyaO）- 井上香苗 役
- 法の庭（2007年、フジテレビ）
- 京都地検の女（2007年、テレビ朝日） - 斉藤美奈 役
- 秘書のカガミ 第9話 （2008年6月6日、テレビ東京） - 葉山祥子 役
- サギ師リリ子（2009年、テレビ東京系） - 竹浪麗香 役
- 水曜ミステリー9（テレビ東京）
  - 「監察医・篠宮葉月 死体は語る11」（2012年5月2日） - 本郷美由紀 役

### バラエティ番組他
- 天使のU・B・U・G
- OH!エルくらぶ
- シブヤ系うらリンゴ（1995年4月、フジテレビ）
- クイズ!年の差なんて ガンガンスペシャル（1996年4月、フジテレビ）
- 天才てれびくん（1996年、NHK教育テレビ）
- ウリナリ芸能人社交ダンス部（1996年、日本テレビ）
- スーパーJOCKEY（1996年、日本テレビ）
- クイズ日本人の質問（1998年 - 2003年、NHK総合）
- 北海どん!（1999年1月13日 - 、北海道テレビ） - メインMC[17]
- アイデア対決・全国高等専門学校ロボットコンテスト 各地区大会（2000年 - 2001年、NHK総合）
- 哈日族って知ってる?（2000年2月11日、NHK-BS2）
- 天童よしみの人生劇場（2001年8月17日、NHK総合）
- 北海道ふるさとCM大賞（2002年4月29日、NHK-BS2）
- BSディベートアワー「教育特区で学校は変わるか」（2003年5月18日、NHK-BS1）
- 夜美女（2003年 - 2007年、サンテレビ他）
- PS（中京テレビ）
- 激あま〜い（2006年、TBS）
- ハートネットTV「今夜はつながりたい」（2008年7月28日、NHK教育テレビ）
- 矢部美穂のサッポロ・コネクション（EXエンタテイメント、ジェイコム札幌）
- 矢部美穂のオンナの蜜談（MONDO21）
- 銀玉王（サンテレビ 他）
- Ve.ナース（スカパーEXエンタテイメント ch275）　ブラックヴィーナース
- ありえへん∞世界（2010年、テレビ東京）
- RISE88 -世界最強はRISEが決める-（2012年6月30日、TOKYO MX）
- 土曜スペシャル 日本温泉協会認定 オール5温泉に行こう! 長野県小谷温泉（2012年9月29日、テレビ東京）
- 北スペシャル　いくぞ〜!北の出会い旅「第21回　おい!スター登場　厚岸」（2013年2月8日、NHK札幌放送局）
- イチオシ大予想TV「馬キュン!」（2013年5月18日 - 、BSフジ）不定期出演
- アウト×デラックス（フジテレビ） -  母親の文子ママと共演。
- サンデージャポン（TBS） VTRで、母親の文子ママと共演（不定期）。

### ラジオ
- FMシアター「家族同盟」（1999年12月25日、NHK-FM）
- 今夜も大入り!渋谷・極楽亭（2007年1月13日、NHKラジオ第1）
- 矢部美穂のpremium style（2009年7月 - 2010年3月、NACK5）
- 大崎潔の昭和歌謡にゾッコン！（2021年7月3日 - 9月25日、ミュージックバード）

### インターネット番組
- コイカツ　恋愛ノウハウトークライブvol.2（マシェリバラエティ　マシェバラ 2010年9月10日）

### 映画
- 六本木フェイク（1997年） - 相沢エチカ 役
- ケータイ刑事 THE MOVIE バベルの塔の秘密〜銭形姉妹への挑戦状（2006年） - 渡邉睦月 役
- ひぐらしのなく頃に 誓（2009年） - 間宮リナ 役
- 美しき誘惑-現代の「画皮」-（2021年、日活）- CulbＺママ三宮美奈子 役

### オリジナルビデオ
- 妹の目の前で犯されて― 姉妹〜Sisters〜（2007年3月7日、アウトビジョン）ASIN B000NQR9TG
- 消しゴム屋（2008年2月25日、GPミュージアム） - 牧子 役
- 消しゴム屋2（2008年5月25日、GPミュージアム） - 牧子 役
- ピンク・レディ　女はそれを我慢できないッ（2012年12月、シネマ・クリエイション／レジェンド・ピクチャーズ） - さくら 役

### CM
- アートネイチャー
- 不二家
- サークルK
- サンガリア

### イメージガール
- ガールズチャット（ガールズオンライン株式会社運営）
- MAXグループ（株式会社マッシュアップ）
- 岩手競馬みちのくサマーサミットサポーターズメンバー

## 出版

### 写真集
- PYU（ぴゅ〜ッ!）―矢部美穂写真集（1995年7月、ワニブックス）ISBN 978-4847024030
- LOOSE―矢部美穂写真集（1996年4月、学習研究社）ISBN 978-4054006935
- 矢部美穂写真集（1998年4月、近代映画社）ISBN 978-4764818545
- 月刊 矢部美穂 （1999年7月、新潮社）ISBN 978-4107900623
- さみっと―矢部美穂+美佳写真集（2000年6月、バウハウス）ISBN 978-4894611832
- yabe yaba―矢部美穂写真集（2001年7月、ワニブックス）ISBN 978-4847026669
- 矢部美穂写真集 HOLD ON ME（2002年7月19日、竹書房）ISBN 978-4812409466
- Love Sex Life―矢部美穂写真集（2003年12月、講談社）ISBN 978-4063528046
- 矢部美穂写真集「ハッスル・テング」（2004年11月19日、竹書房）ISBN 978-4812419069
- 矢部美穂写真集「DEEP and IMPACT」（2006年1月25日、竹書房）ISBN 978-4812425350

### ビデオ (VHS)
- はじめまして矢部美穂です（1994年10月、笠倉出版社）ISBN 978-4773020397
- MIHO 矢部美穂・やってまーす（1995年8月、芳友メディアプロデュース）ISBN 978-4893921918
- 矢部美穂 ファイナル・ビューティー（1996年1月、竹書房）ISBN 978-4812400326
- 熱視線（1998年5月、コアラブックス）ISBN 978-4876934089
- さみっと―矢部美穂+美佳（2000年6月、英知出版）ISBN 978-4754271046

### DVD
- DAY DREAM 〜白昼夢〜（2001年8月10日、ポニーキャニオン）ASIN B00005MFV0
- DAY LIGHT 〜夢の精〜（2001年9月19日、ポニーキャニオン）ASIN B00005NJQJ
- 矢部美穂 HOLD ON ME（2002年8月20日、竹書房）ASIN B00006C217
- 私小説〜矢部美穂とワタシ〜（2004年1月23日、竹書房）ASIN B00013YTVC
- 矢部美穂 ハッスル テング（2004年11月19日、竹書房）ASIN B00064X9QC
- 矢部美穂 DEEP and IMPACT（2006年2月24日、竹書房）ASIN B000DZV7CC
- 矢部美穂 綺麗な嘘と汚れた真実（2006年11月7日、ジーオーティー）ASIN B000K4WJIW
- お久しぶりです 矢部美穂です（2022年4月22日、竹書房）ASIN B09WL5D81B

### 著書
- 学校拒否（1998年10月、光進社）ISBN 978-4877610197
- 蒼い告白（2003年2月12日、祥伝社）ISBN 978-4396430023

### その他
- 微笑（1996年、祥伝社）最終号の表紙。

## 音楽

### シングル
- シャボン玉（1996年8月21日） 作詞：矢部美穂 / 作曲：森下勉  / 編曲：亀田誠治
- スリル（1996年11月21日） 作詞：谷亜ヒロコ / 作曲：大島英人 / 編曲：亀田誠治

### ミニアルバム
- Variety Kids（1996年9月21日）

1：雨が降ればいいのに 2：ARK 3：微笑にかわるまで 4：シャボン玉 5：遺書